# Vere Beauclerk, I Barone Vere
Vere Beauclerk, I barone Vere (Londra, 14 luglio 1699 – Londra, 21 ottobre 1781), è stato un politico e ammiraglio inglese.

## Biografia
Era il figlio di Charles Beauclerk, I duca di St. Albans, e di sua moglie, Lady Diana de Vere. Suo nonno paterno era Carlo II d'Inghilterra.

## Carriera
Beauclerk si arruolò nella Royal Navy nel 1713. Promosso a capitano il 30 maggio 1721, prestò servizio in varie navi nel Mediterraneo prima di ricevere il comando della HMS Lyme nel 1727, della HMS Kinsale nel 1729 e della HMS Oxford nel 1731. Nel dicembre 1731 comandò la HMS Hampton Court.
Beauclerk entrò a far parte del Consiglio dell'Ammiragliato sotto il governo Whig nel marzo 1738 ma dovette dimettersi quando il governo cadde nel marzo 1742. Tornò di nuovo nel Consiglio quando il ministero di Broad Bottom salì al potere nel dicembre 1744 e fu promosso contrammiraglio il 23 aprile 1745. Fu promosso a Senior Naval Lord nel consiglio di amministrazione nel febbraio 1746 e promosso vice ammiraglio il 14 luglio 1746 e ad ammiraglio il 12 maggio 1748 prima di ritirarsi nel novembre 1749.
Beauclerk è stato eletto uno dei primi vicepresidenti del Foundling Hospital di Londra per bambini abbandonati, una posizione non retribuita. Ha servito in tale veste dal 1739 fino al 1756, ma poi di nuovo dal 1758 al 1767.
Dal 1726 al 1741 è stato membro del Parlamento per Windsor e per Plymouth (succeduto al fratello Henry) (1741-1750). Al suo ritiro dalla politica nel 1750, fu creato Barone Vere. Fu anche Lord luogotenente del Berkshire (1761-1771).

## Matrimonio
Il 13 aprile 1736, a Londra, sposò Mary Chambers (1714-21 gennaio 1783), una nipote del conte di Berkeley. Ebbero sei figli:
- Lord Vere Beauclerk (12 gennaio 1737 - 26 dicembre 1739);
- Lord Beauclerk Chambers (22 febbraio 1738 - 16 luglio 1747)[8];
- Lord Sackville Beauclerk (12 aprile 1739 - 25 aprile 1739)[9];
- Lord Aubrey Beauclerk (3 giugno 1740-9 febbraio 1802);
- Lady Elizabeth Beauclerk (luglio 1742-aprile 1746)[10];
- Lady Mary Beauclerk (4 dicembre 1743-13 gennaio 1812)[11], sposò Lord Charles Spencer, ebbero tre figli.

## Ascendenza
|                                                     |                                     |                           | Genitori                |  |  | Nonni |  |  | Bisnonni                                           |  |  | Trisnonni                                        |  |
|                                                     |                                     |                           |                         |  |  |       |  |  | Charles I, re d'Inghilterra, di Scozia e d'Irlanda |  |  | James I, re d'Inghilterra, di Scozia e d'Irlanda |  |
|                                                     |                                     |                           |                         |  |  |       |  |  | Charles I, re d'Inghilterra, di Scozia e d'Irlanda |  |  | James I, re d'Inghilterra, di Scozia e d'Irlanda |  |
|                                                     |                                     | Anna af Danmark           |                         |  |  |       |  |  | Charles I, re d'Inghilterra, di Scozia e d'Irlanda |  |  |                                                  |  |
| Charles II, re d'Inghilterra, di Scozia e d'Irlanda |                                     |                           |                         |  |  |       |  |  | Charles I, re d'Inghilterra, di Scozia e d'Irlanda |  |  |                                                  |  |
|                                                     |                                     | Henriette-Marie de France | Henri IV, re di Francia |  |  |       |  |  |                                                    |  |  |                                                  |  |
|                                                     |                                     | Henriette-Marie de France | Henri IV, re di Francia |  |  |       |  |  |                                                    |  |  |                                                  |  |
|                                                     |                                     | Henriette-Marie de France | Maria de' Medici        |  |  |       |  |  |                                                    |  |  |                                                  |  |
| Charles Beauclerk, I duca di St. Albans             |                                     | Henriette-Marie de France |                         |  |  |       |  |  |                                                    |  |  |                                                  |  |
|                                                     |                                     | Thomas Gwyn               | Edmund Gwyn             |  |  |       |  |  |                                                    |  |  |                                                  |  |
|                                                     |                                     | Thomas Gwyn               | Edmund Gwyn             |  |  |       |  |  |                                                    |  |  |                                                  |  |
|                                                     |                                     | Thomas Gwyn               | …                       |  |  |       |  |  |                                                    |  |  |                                                  |  |
| Eleanor Gwyn                                        |                                     | Thomas Gwyn               |                         |  |  |       |  |  |                                                    |  |  |                                                  |  |
|                                                     |                                     | Eleanor Smith             | …                       |  |  |       |  |  |                                                    |  |  |                                                  |  |
|                                                     |                                     | Eleanor Smith             | …                       |  |  |       |  |  |                                                    |  |  |                                                  |  |
|                                                     |                                     | Eleanor Smith             | …                       |  |  |       |  |  |                                                    |  |  |                                                  |  |
| Vere Beauclerk, I barone Vere                       |                                     | Eleanor Smith             |                         |  |  |       |  |  |                                                    |  |  |                                                  |  |
|                                                     | Robert de Vere, XIX conte di Oxford | Hugh de Vere              |                         |  |  |       |  |  |                                                    |  |  |                                                  |  |
|                                                     | Robert de Vere, XIX conte di Oxford | Hugh de Vere              |                         |  |  |       |  |  |                                                    |  |  |                                                  |  |
|                                                     | Robert de Vere, XIX conte di Oxford | Eleanor Walsh             |                         |  |  |       |  |  |                                                    |  |  |                                                  |  |
| Aubrey de Vere, XX conte di Oxford                  | Robert de Vere, XIX conte di Oxford |                           |                         |  |  |       |  |  |                                                    |  |  |                                                  |  |
|                                                     |                                     | Beatrix van Hemmema       | Sijerck van Hemmema     |  |  |       |  |  |                                                    |  |  |                                                  |  |
|                                                     |                                     | Beatrix van Hemmema       | Sijerck van Hemmema     |  |  |       |  |  |                                                    |  |  |                                                  |  |
|                                                     |                                     | Beatrix van Hemmema       | …                       |  |  |       |  |  |                                                    |  |  |                                                  |  |
| Diana de Vere                                       |                                     | Beatrix van Hemmema       |                         |  |  |       |  |  |                                                    |  |  |                                                  |  |
|                                                     |                                     | George Kirke              | George Kirke            |  |  |       |  |  |                                                    |  |  |                                                  |  |
|                                                     |                                     | George Kirke              | George Kirke            |  |  |       |  |  |                                                    |  |  |                                                  |  |
|                                                     |                                     | George Kirke              | …                       |  |  |       |  |  |                                                    |  |  |                                                  |  |
| Diana Kirke                                         |                                     | George Kirke              |                         |  |  |       |  |  |                                                    |  |  |                                                  |  |
|                                                     |                                     | Mary Townshend            | Aurelian Townshend      |  |  |       |  |  |                                                    |  |  |                                                  |  |
|                                                     |                                     | Mary Townshend            | Aurelian Townshend      |  |  |       |  |  |                                                    |  |  |                                                  |  |
|                                                     |                                     | Mary Townshend            | Anne Wythes             |  |  |       |  |  |                                                    |  |  |                                                  |  |
|                                                     |                                     | Mary Townshend            |                         |  |  |       |  |  |                                                    |  |  |                                                  |  |